# Norrsälja
Norrsälja är en by på gränsen mellan Östervåla och Harbo socknar, Heby kommun.
Byn omtalas första gången i markgäldsförteckningen 1312, och upptar då två bönder, båda i Harbo socken. Det är oklart om en delning av byn mellan socknarna uppkommit först senare. En Nicles i Norsala var faster vid ett jordköp 1400. 1538 omnämns första gången kyrkjorden i Östervåla i byn Norrsälja, medan skattejorden från 1541 redovisas under Harbo. I vissa av 1500-talets skattelängder redovisas hela byn under Harbo, annars har delningen av byn från 1541 stått sig fram till idag. 1658 fanns två bönder i Östervåladelen av byn, och tre bönder i Harbodelen. Från 1690-talet fanns även soldattorpet för ryttaren No 109 Norsell vid Livregementet i Östervåladelen av byn. 
Lindsta var ursprungligen fäbod under Harbodelen av byn.